# Tatort: Verdammt
Verdammt ist ein Fernsehfilm aus der Krimireihe Tatort. Der vom Westdeutschen Rundfunk unter der Regie von Maris Pfeiffer produzierte Beitrag wurde am 27. Januar 2008 im Ersten Programm der ARD zum ersten Mal ausgestrahlt. Es ist der 39. Fall des Kölner Ermittler-Teams Max Ballauf und Freddy Schenk und die 687. Tatortfolge.

## Handlung
Paul Keller wird nach zwölf Jahren aus der Haft entlassen. Schon am nächsten Tag wird er tot in einem Müllcontainer gefunden. Er war in dem Wohngebiet, in das er zurückkehren wollte, als Kinderschänder verrufen, und eine Organisation namens „Child Protection“ hatte eine Flugblattaktion gestartet, um die Bevölkerung vor Keller zu warnen. Auch Kellers Stiefvater hat mit dem Sohn seiner Frau gebrochen. Für ihn war er „pervers“. Nachdem dieser wegen Mordes an einem Kind verurteilt worden war, hatte die Familie auch deshalb darunter zu leiden, weil sich ihr Bekanntenkreis arg reduzierte und sie ihre Gaststätte aufgrund mangelnden Umsatzes schließen mussten.
Hauptkommissar Max Ballauf und Hauptkommissar Freddy Schenk sprechen mit dem Gefängnispsychologen, der Kellers vorzeitige Entlassung befürwortet hatte. Er äußert Zweifel an der Schuld Kellers. Er schildert ihn als einen Menschen, der mit dem Jungen befreundet war, es habe keinen Grund gegeben, ihn umzubringen. Bei Kellers bisherigen Verurteilungen ging es stets um sexuellen Missbrauch, nie um Mord oder Totschlag.
Die Ermittler suchen Stefan Maywald auf. Er ist der Vater des Jungen Kevin Maywald, den Keller umgebracht haben soll, und der Begründer der Organisation „Child Protection“. Da er sich dem Kampf gegen Pädophilie verschrieben hat, ist nicht auszuschließen, dass er sich nun an Keller gerächt hat. Für eine Verhaftung reichen diese Verdachtsmomente allerdings nicht aus, zudem hat er für die Tatzeit anscheinend ein Alibi. Er gibt an, mit seinem Informanten Daniel Günter unterwegs gewesen zu sein, den er in die Pädophilenszene eingeschleust hat. Durch diesen gelingt es der Polizei zwar, Manfred Krüger festzusetzen, der nachweislich kinderpornografische Filme ins Internet gestellt hat. Ballauf und Schenk bringt das aber bei der Suche nach dem Mörder von Keller nicht weiter.
Ballauf recherchiert die alten Fälle von Paul Keller. So wurde dieser seinerzeit für den sexuellen Missbrauch zweier Kinder verurteilt. Nach Aktenlage befand sich zum Zeitpunkt von Kellers Verhaftung noch ein Jugendlicher in dessen Wohnung. Somit ist nicht auszuschließen, dass dieser Junge noch eine alte Rechnung begleichen wollte und daher Keller umgebracht haben könnte. Diese Spur führt zu Daniel Günter, dem Informanten von Stefan Maywald. Ballauf und Schenk befragen ihn und er gibt an, dass Keller ihn damals aus dem Heim geholt hatte und er keinen Grund hatte ihn umzubringen. Das sehen die Kommissare allerdings anders. Da er sich aktiv im Kampf gegen Pädophilie einsetzt, dürfte auch Keller sein „Feind“ gewesen sein.
Am Ende kommt aber auch Kellers Halbbruder Martin in Verdacht. Seine Freundin hatte sich kurzentschlossen von ihm getrennt, nachdem sie erfuhr, dass er einen pädophilen Bruder hat. Damit wollte sie ihren gemeinsamen achtjährigen Sohn Johannes schützen. So begeben sich die Ermittler zu Paul Kellers Eltern. Unerwartet gesteht Katharina Keller den Mord an ihrem Sohn. Anhand des vorliegenden Geständnisses sowie von Fingerabdrücken auf der Mordwaffe und weiterem Täterwissen muss sie zunächst in Haft gehalten werden. Ballauf ist allerdings klar, dass sie nur ein Mitglied ihrer Familie schützen will. Sodann gibt Martin Keller zu, dass er seinen Bruder in der Garage zuhause erstochen hat. Sein Vater habe ihm dann geholfen, ihn in den Müllcontainer zu werfen, weil er seiner Meinung nach dahin gehöre.
Anhand von gesicherten DNA-Spuren an Kevin Maywalds Kleidung können diese inzwischen Daniel Günter zugeordnet werden. So stellt sich heraus, dass nicht Paul Keller, sondern Daniel den Jungen aus Eifersucht getötet hat. Da er zum Tatzeitpunkt erst dreizehn Jahre alt war und damit nicht strafmündig, muss er sich nicht mehr dafür verantworten.

## Hintergrund
Der Film wurde unter den Arbeitstiteln Schande und Hoppe, Hoppe Reiter vom 11. April bis 11. Mai 2007 in Köln und Umgebung gedreht.

## Rezeption

### Einschaltquoten
7,33 Millionen Zuschauer sahen die Folge Verdammt in Deutschland bei ihrer Erstausstrahlung am 27. Januar 2008, was einem Marktanteil von 19,6 Prozent entsprach.

### Kritik
Tilmann P. Gangloff schreibt und wertet für tittelbach.tv: „Dem WDR-'Tatort – Verdammt' von Maris Pfeiffer nach dem sensiblen Drehbuch von Jürgen Werner gelingt die Gratwanderung, die ein Krimi zum Thema Kindesmissbrauch grundsätzlich darstellt. Der Film ist sehr viel komplexer, als die konträren Haltungen der Kommissare (Schenk = Volkes Stimme; Ballauf = die Stimme der Vernunft) zunächst annehmen lässt. Starke Beziehungen, eine Top-Besetzung & eine Kamera, die miterzählt.“
Bei Stern.de urteilt Kathrin Buchner anerkennend: „Mit emotionaler Wucht brach der 'Tatort' namens ‚Verdammt‘ über uns herein - er fädelte die Geschichte quasi von hinten auf. […] Beinahe lückenlos verarbeitet die 'Tatort'-Folge […] die verschiedenen Standpunkte einer immer wieder schwellenden Diskussion um Sexualstraftäter. […] Nicht didaktisch-langweilig, sondern packend und emotional mitreißend ist die Suche nach dem Mörder. Und die Geschichte macht am Ende noch einen erstaunlichen Schlenker.“
Die Kritiker der Fernsehzeitschrift TV Spielfilm finden, der Tatort „Differenziert und mit nötiger Ernsthaftigkeit geht der 'Tatort' das emotional aufgeladene Thema an. Fazit: Schwieriger Stoff, aufrichtig umgesetzt.“

### Trivia
Schenks Dienstwagen: S-Klasse-Mercedes der Baureihe W 126 (K-LR 6666)